# Upper Dir

Karta över Nordvästra Gränsprovinsen med distriktetUpper Dir markerat

Upper Dir (pashto: بر دیر) är distrikt i den pakistanska provinsen Nordvästra Gränsprovinsen.

## Administrativ indelning
Distriktet är indelat i sex Tehsil.
- Barawal Tehsil
- Chapar Tehsil
- Dir
- Kalkot Tehsil
- Khal Tehsil
- Wari Tehsil